# Каталог на жените
Каталог на жените (на гръцки: γυναικών κατάλογος) е древногръцка поема, приписвана на Хезиод.
До наши дни са оцелели само отделни фрагменти от това произведение. Там е изложено родословието на герои, родени от смъртни жени и богове.